# 光果巴豆
光果巴豆（学名：Croton chunianus），为大戟科巴豆属下的一个种。

## 扩展阅读
維基物種上的相關：光果巴豆